# Голд, Джо
Джо Голд (англ. Joe Gold, при рождении Сидни Голд, англ. Sidney Gold; 10 марта 1922 — 11 июля 2004) — американский культурист и бизнесмен. Он был основателем сетей фитнес-центров Gold's Gym и World Gym, за что его считают одним из отцов современного бодибилдинга и фитнеса.

## Ранние годы
Джо Голд был младшим из четырёх детей: Роберта Голда (англ. Robert Gold, при рождении Рубена Голда), Натана Голда (англ. Nathan Gold) и Юнис Голд Фисс (англ. Eunice Gold Fiss). Его родители, Макс Голд (англ. Max Gold, при рождении Авраам Мордехай Голдглейт) и Дженни Голд Глик Суссман (англ. Jennie Gold Glick Sussman, урождённая Зельда Фейерман), были еврейскими эмигрантами, переехавшими из Белоруссии в Бойл Хайтс, Лос-Анджелес. Макс Голд был сборщиком мусора, а задний двор и гараж семьи служили импровизированной свалкой. Его мать, Дженни, была швеёй, которая развелась с отцом Джо и ещё два раза выходила замуж. Джо посещал среднюю школу имени Теодора Рузвельта (англ. Theodore Roosevelt High School).
Интерес к бодибилдингу появился у него в возрасте 12 лет, когда он увидел у своей невестки конструкцию для укрепления мускулатуры рук — она прикрепила наполненное ведро к каждому концу ручки метлы и использовала их в качестве подъёмников. Джо и его брат, Роберт Голд, придумали идею создания собственного оборудования из лома, полученного со свалки их отца в Бойл-Хайтс. Подростком он отправился на пляж Масл-бич в Санта-Монике.
Будучи машинистом, он работал в торговом флоте США и служил в ВМС США во время Второй мировой войны, где был тяжело ранен во время торпедной атаки Участник войны в Корее..

## Карьера
Занимаясь культуризмом на профессиональном уровне, наряду с другими культуристами участвовал в пробах для Мэй Уэст и Уэст одобрила всех участников проб — так Джо Голд попал в шоу и гастролировал по стране. Он также снялся в качестве статиста в двух фильмах — «Десять заповедей» и «Вокруг света за 80 дней».
В 1965 году Джо Голд открыл первый тренажёрный зал Gold's Gym в Венисе, штат Калифорния, который быстро стал достопримечательностью для местных культуристов, несмотря на довольно неопрятные помещения на ранних этапах работы зала. Джо Голд был известен тем, что лично подбадривал тренеров, хотя и язвительно высмеивал их недостатки.
Среди многочисленных почитателей Джо Голда был Арнольд Шварценеггер, который начал заниматься в тренажёрном зале в 1968 году, вскоре после приезда в США. Шварценеггер называл Джо Голда «отцом и другом».
Джо Голд открывал новые спортивные залы и разрабатывал оборудование для них. Его инновации произвели революцию в спорте, позволив людям заниматься с помощью тренажёров более эффективно. В 1970 году он продал сеть тренажёрных залов Gold's Gym.
В 1977 году он открыл World Gym в Санта-Монике (позже в Марина-дель-Рей), которым владел и управлял до самой смерти.

## Смерть и наследие
Джо Голд умер 11 июля 2004 года в возрасте 82 лет в Марина дель Рей. Первая награда имени Джо Голда Joe Gold Lifetime Achievement Award была вручена Рику Дрейсину (англ. Ric Drasin) на Международной конвенции World Gym 2012 года в Лас-Вегасе, штат Невада.